# Lower Bullingham
Lower Bullingham est une paroisse civile et un village du Herefordshire, en Angleterre.